# دوگانه‌گرایی ذهن و بدن

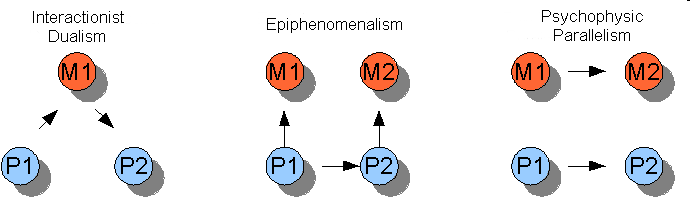
تبیین و مقایسه دوالسیم

دوگانه‌گرایی ذهن و بدن یک دیدگاه فلسفی در مباحث فلسفه ذهن است.
اشاعهٔ عمومی این دیدگاه اغلب به رنه دکارت نسبت داده می‌شود. با اینحال این گرایش ریشه و قدمتی فراوان دارد که از افلاطون آغاز می‌گردد.
دوگانه‌انگاری در فلسفه اسلامی نیز توسط سه مکتب مشائی، اشراقی و صدرایی (حکمت متعالیه) مطرح شده است و اغلب فیلسوفان مسلمان به دوگانه‌انگاری جوهری معتقد هستند.
در فلسفه جدید، دکارت با طرحی نو از دوگانه‌گرایی آن را احیا کرد. دوگانه‌گرایی دکارتی را جوهری می‌نامند؛ زیرا او قائل به وجودِ دو جوهر مستقل نفس و بدن است. نفس جوهری مجرد و غیرمادی است.
در عصر اخیر انشعابات دیگری از دل دوگانه‌گرایی پدید آمده‌اند مانند: دوگانه‌گرایی وصفی یا خاصه‌ای که به وجود یک جوهر با دو نوع ویژگی‌های متفاوت (ذهنی و فیزیکی) قائل است. دوگانه‌انگاری وصفی، یگانه‌گرایی غیر تحویلی به‌شمار می‌رود.